# Rogny-les-Sept-Écluses
Rogny-les-Sept-Écluses é uma comuna francesa na região administrativa de Borgonha-Franco-Condado, no departamento de Yonne. Estende-se por uma área de 32,95 km². Em 2010 a comuna tinha 683 habitantes (densidade: 20,7 hab./km²).